# اچ‌ام‌سی‌اس آناپولیس (دی‌دی‌اچ ۲۶۵)
اچ‌ام‌سی‌اس آناپولیس (دی‌دی‌اچ ۲۶۵) (به انگلیسی: HMCS Annapolis (DDH 265)) یک کشتی بود که طول آن ۳۶۶ فوت (۱۱۱٫۶ متر) بود. این کشتی در سال ۱۹۶۳ ساخته شد.